# Lac Lesdiguières
Lac Lesdiguières är en sjö i Kanada.   Den ligger i regionen Nord-du-Québec i provinsen Québec, i den östra delen av landet, 1 700 km norr om huvudstaden Ottawa. Lac Lesdiguières ligger 235 meter över havet. Arean är 75 kvadratkilometer.
Trakten runt Lac Lesdiguières består i huvudsak av gräsmarker. Trakten runt Lac Lesdiguières är nära nog obefolkad, med mindre än två invånare per kvadratkilometer.